# Heiko Steffens
Heiko Steffens (* 11. April 1938 in Oldenburg) ist ein deutscher Pädagoge und Wirtschaftswissenschaftler. Bis 2003 leitete er das Fachgebiet Arbeitslehre/Wirtschaft an der TU Berlin, wo er seit 1981 als Professor berufen war. Zwischen 1995  und 2001 war er Präsident der Arbeitsgemeinschaft der Verbraucherverbände.

## Leben
Nach dem Abitur am Arndt-Gymnasium in Krefeld arbeitete Steffens von 1958 bis 1959 in einer Kfz-Werkstatt Anschließend studierte er bis 1962 an der von Hilde Körber geleiteten Max-Reinhardt-Schule für Schauspiel. In den folgenden zwei Jahren war er an verschiedenen Bühnen als Schauspieler engagiert. 1966 bestand er das erste Staatsexamen für das Lehramtsstudium an der Pädagogischen Hochschule Berlin und 1969 das zweite Staatsexamen beim Schulamt Siegburg. In den folgenden vier Jahren unterrichtete er an einer Hauptschule in Bad Honnef. Mit einem Stipendium der Volkswagenstiftung absolvierte er von 1971 bis 1972 ein Ergänzungsstudium „Erziehungswissenschaften“ an der Fakultät für Erziehungs- und Wirtschaftswissenschaften an der Universität Münster. Bis 1974 war Steffens wissenschaftlicher Assistent am Lehrstuhl für Wirtschaftswissenschaften und ihre Didaktik bei Friedrich-Wilhelm Dörge an der Pädagogischen Hochschule Westfalen-Lippe in der Abteilung Bielefeld. Mit der Dissertation Berufswahl und Berufswahlvorbereitung – Zur Theorie und Praxis eines Aufgabenbereichs der Arbeits- und Wirtschaftslehre promovierte er 1974 zum Doktor der Erziehungswissenschaften an der Pädagogischen Hochschule Westfalen-Lippe am Standort Münster bei Dietmar Krafft. 1975 wurde er zum Professor für Arbeitslehre/Wirtschaft an der Pädagogischen Hochschule Berlin berufen. Nach deren Schließung lehrte er bis zu seiner Pensionierung 2003 an der Technischen Universität Berlin.
Daneben war er von 1970 bis 1989 beim Schulfernsehen des WDR als Drehbuchautor, Moderator, Darsteller und Autor tätig. Von 1992 bis 2004 war er stellvertretender Vorsitzender der Verbraucherzentrale Berlin und von 1995 bis 2001 Präsident der Arbeitsgemeinschaft der Verbraucherverbände.

## Schriften (Auswahl)
- mit Helmut Keim: Wirtschaft Deutschland. Wirtschaftsverlag Bachem, Bundeszentrale für politische Bildung, Köln 2000, ISBN 3-89172-382-2.
- mit Volker Preuß: Marketing und Konsumerziehung-David gegen Goliath? Campus Forschung, Frankfurt am Main 1993, ISBN 3-593-34891-8.
- Der stumme Dialog – Technik und Gesellschaft heute. Klett Verlag, Stuttgart 1987, ISBN 3-12-920453-9.
- Berufswahl und Berufswahlvorbereitung. Otto Maier Verlag, Ravensburg 1975, ISBN 3-473-61630-3.

## Auszeichnungen
- 1996: Bundesverdienstkreuz am Bande
- 2004: Bicentenary Gedenkmedaille der Christian Brothers of Irland
- 2006: Ehrendoktor der Wirtschaftsfakultät der Comenius-Universität Bratislava
- 2010: Preis der Japan Academy of Consumer Education